# Kaloger (imię)
Kaloger (łac.) Calogerus, (gr.) Kalóg-ros - imię pochodzi z języka greckiego i składa się z: kalo – co oznacza piękny i géros – starzec. Według hagiografów żyło dziewięciu świętych o tym imieniu jednak prawdopodobne wydaje się, że było ich mniej gdyż możliwa jest identyfikacja imienia Kaloger z imieniem Kalocer.
Patronem imienia jest św. Kaloger, a imieniny obchodzone są 18 czerwca.